# Aspidistra cadamensis
Tỏi cà đam Aspidistra cadamensis là một loài thực vật có hoa trong họ Măng tây, được phát hiện trong chuyến khảo sát khoa học núi Cà Đam, tỉnh Quảng Ngãi năm 2016, công bố loài mới trên tạp chí Phytotaxa 7/4/2017.

## Phát hiện và đặt tên
Tên loài được đặt theo tên địa danh nơi phát hiện ra, núi Cà Đam. Núi Cà Đam là núi có đỉnh cao nhất tỉnh Quảng Ngãi.